# Рейнталь, Владимир Яковлевич
Владимир Яковлевич Рейнталь (1838—1913) — генерал от артиллерии, член Военного совета Российской империи.

## Биография
Родился 5 октября 1838 года, сын военного врача коллежского советника Якова Богдановича Рейнталя.
Образование получил в Сибирском кадетском корпусе, по окончании которого 15 августа 1855 года был зачислен прапорщиком в № 20 конно-артиллерийскую батарею Сибирского линейного казачьего войска. 14 сентября 1860 года произведён в подпоручики и принят в Михайловскую артиллерийскую академию. По окончании академии в 1861 году (по 1-му разряду) Рейнталь 30 июля 1862 года был переименован в прапорщики с зачислением по гвардейской артиллерии, а ровно через месяц получил чин подпоручика гвардии.
Служил штатным преподавателем в Сибирской военной гимназии. 27 марта 1868 года произведён в поручики и 31 марта 1868 года — в штабс-капитаны. 15 декабря 1871 года Рейнталь был произведён в капитаны с переименованием в подполковники и зачислением по полевой лёгкой артиллерии. 13 апреля 1877 года он был назначен начальником учебного артиллерийского полигона и 30 августа 1878 года получил чин полковника.
12 июля 1886 года Рейнталь получил назначение на должность командира Динабургской крепостной артиллерии и 30 августа 1888 года был произведён в генерал-майоры. С 25 января 1893 года он был инспектором крепостной и осадной артиллерии, причём с 16 ноября 1904 года также состоял и постоянным членом Главного крепостного комитета и совещательным членом Артиллерийского комитета Главного артиллерийского управления. 6 декабря 1898 года получил чин генерал-лейтенанта.
Был близок к военному министру России в 1898 — 1904 годах А. Н. Куропаткину. А. Ф. Редигер отмечал, что в доме военного министра "постоянными гостями по средам были: Виктор Викторович Сахаров (начальник Главного штаба) с женой; Сухотин (начальник Академии Генерального штаба) с женой; Соллогуб, Мальцев, Вернандер, Рейнталь, Фролов и я". Вместе с тем, когда Редигер доложил Куропаткину о некоторых злоупотреблениях в артиллерийском ведомстве, "он меня просил разузнать про честность двух артиллеристов, Костырки и Рейнталя. Это трудновыполнимое поручение меня особенно удивило тем, что он сомневался в честности Рейнталя, который постоянно бывал у него в доме; я Рейнталя совсем не знал".
С 12 июня 1909 года Рейнталь состоял в распоряжении Главного артиллерийского управления, 13 октября того же года был назначен членом Военного совета Российской империи и 6 декабря произведён в генералы от артиллерии.
Скончался 15 января 1913 года, из списков исключён 20 января.
Владимир Яковлевич Рейнталь и его супруга Евгения Константиновна, урождённая Линден, имели единственного сына Якова Владимировича, в 1917 году — полковника лейб-гвардии 1-й артиллерийской бригады, на 1932 год проживавшего в эмиграции в Латвии. Младший брат Владимира Яковлевича Павел Яковлевич Рейнталь (1840 — 1882) также служил в артиллерии, достигнув чина полковника.

## Награды
Рейнталь имел знак отличия за XL лет беспорочной службы (1902 год) и был награждён многими орденами, в их числе:
- Орден Святого Станислава 3-й степени (1867 год)
- Орден Святой Анны 3-й степени (1869 год)
- Орден Святого Станислава 2-й степени (1871 год, императорская корона к этому ордену пожалована в 1873 году)
- Орден Святой Анны 2-й степени (1881 год)
- Орден Святого Владимира 4-й степени (1882 год)
- Орден Святого Владимира 3-й степени (1885 год)
- Орден Святого Станислава 1-й степени (1892 год)
- Орден Святой Анны 1-й степени (1 января 1896 года)
- Орден Святого Владимира 2-й степени (6 декабря 1901 года)
- Орден Белого орла (6 декабря 1904 года)
- Орден Святого Александра Невского (6 декабря 1911 года)